# Selvet (psykologi)
Selvet er en betegnelse der indgår i mange retninger indenfor psykologien.
Betydningen varierer mellem de forskellige retninger, men generelt refererer det til individets bevidste refleksive personlighed.

## Selvet i Jungs psykologi
Ifølge Carl Gustav Jungs dybdepsykologi er selvet den centrale arketype for orden, og er menneskets helhed.
Det indeholder ikke kun den bevidste, men også den ubevidste del af psyken.
Selvet er livets mål, fordi det er det mest fuldstændige udtryk for den skæbnekombination, man kalder individ.
At nå frem til eller få en erkendelse af Selvet, er individuationens ideelle mål, som fælles midtpunkt mellem bevidstheden og det ubevidste. Når dette centrum er fundet og integreret, kan man tale om en afrundet personlighed. En sådan erkendelse vil betyde en total forandring af personens livsopfattelse. Men, skriver Jolande Jacobi: "Det er en overmåde vanskelig, såvel etisk som intellektuel opgave, hvis løsning på rette måde vel kun lykkes for dem, der er særligt egnet dertil, og som tillige har evnen til udholdenhed."
Drømme fra Selvet kan vise sig i symbolske og (symmetriske) abstrakte former, som fx cirkel, kors, kvadrat, mandala. Eller som ukendte personer med særlig religiøs udstråling.

## Selvet i andre sammenhænge
Robert Assagioli har i sin psykosyntese udvidet Selvets begreb. Han betegner det, som Jung kalder Selvet, for 'det bevidste Selv', og mener der er en overbygning, nemlig et 'Højere Selv'. I modsætning til Jung forstår Assagioli det højere Selv som det indre åndelige subjekt, der ikke er tanker, følelser og krop, men et "center af ren bevidsthed og vilje". 
Ifølge vedaerne er Selvet ikke sjælen, forstanden, erindringerne, Jeg'et eller sanserne, men er fuldkommen, oplysning, salighed.

## Eksterne link og kildehenvisninger
- Hvad er et 'jeg' egentlig? (Den engelske filosof Julian Baggini's forsøg på en beskrivelse af selvet).